# Independiente Santa Fe Femenino
Club Independiente Santa Fe Femenino, conocido simplemente como Santa Fe, es una filial de fútbol femenino del Independiente Santa Fe, club de la ciudad de Bogotá, capital de Colombia. Su primer equipo hace parte de la Liga Profesional Femenina de fútbol de Colombia, la máxima competición de fútbol femenino en Colombia. El club es el equipo más laureado de la Liga Profesional Femenina de Fútbol de Colombia con tres títulos.
Al igual que el equipo masculino de la institución, que fue el primer campeón del Fútbol Profesional Colombiano en la temporada de 1948, el equipo femenino obtuvo el honor de ser primer campeón de la Liga Profesional Femenina de fútbol de Colombia en el año 2017; siendo así el único club colombiano en lograr convertirse en el primer campeón absoluto del fútbol Profesional Colombiano.
En el año 2016, para la fundación del equipo femenino, Independiente Santa Fe hizo una alianza con el equipo aficionado Future Soccer, empezando así con el equipo.

## Historia

### Inicios del Club Future Soccer

#### Fundación
John Carlos Ramírez, bogotano y futbolista aficionado en su juventud e hincha de Independiente Santa Fe, colgó los guayos; estudió gerencia deportiva y en el año 2000 fundó al Club Los Amigos, escuela de fútbol para niños que funcionó en Ciudad Bochica, localidad de Rafael Uribe Uribe al sur de Bogotá. Dentro de aquel equipo se encontraba Fernanda Másmela, la primera mujer de la historia del club. Apoyado por la Junta de Acción Comunal, se fundó el equipo de Fútbol sala, que estuvo bajo la dirección de Gustavo Gómez Simbaqueba.

#### Primeros éxitos del club
En el 2005 el Club Los Amigos pasó a llamarse Future Soccer, y su trabajo fue exclusivamente en el fútbol femenino. Un año después, en 2006, el club participó en el Intercolegiado Femenino, torneo en el que llegaron a la final y fueron subcampeonas detrás del Liceo Femenino de Cundinamarca. El trabajo del club fue mejorando hasta el punto de que en el año 2008 recibió el Premio Accord Bogotá-IDRD como mejor escuela deportiva de la capital colombiana. En el 2009, el equipo bogotano participó por primera vez en el Pony Fútbol de Medellín, y consiguió el título. En este popular torneo aficionado, participó también en 2010, y en el 2011 donde logró el tercer lugar. Después de una alianza entre John Carlos Ramírez, fundador del club, con la señora Claudia Díaz, se inició un nuevo proceso; en el cual se destaca el subcampeonato de la Liga de Fútbol de Bogotá en el 2013.

#### Consolidación del equipo
Con grandes resultados y un gran esfuerzo, el Club Future Soccer empezó a hacerse un nombre no solo a nivel local, sino a nivel nacional gracias a sus éxitos y a sus jugadoras. En el 2013 el profesor Fabián Felipe Taborda convocó a las jugadoras del club Nancy Viviana Acosta, Natalia Andrea Acuña, y Angie Castañeda a la Selección Colombia Sub-17, con la que jugaron en el Sudamericano de Paraguay, y posteriormente en la Copa Mundial de la categoría que se disputó en Costa Rica en el año 2014. Además varias jugadoras estuvieron en la Selección Bogotá en diferentes categorías. Mientras tanto, el equipo fue campeón en las categorías juvenil y prejuvenil en la Liga de Fútbol de Bogotá. En el 2015, nuevamente varias jugadoras del equipo hicieron parte de la nómina de la Selección Colombia Sub-20 que jugó el Sudamericano entre ellas Natalia Acuña y Angie Castañeda; y además, el equipo bajo la conducción del entrenador bogotano Germán Morales Forero, fue campeón de la Copa Élite, subcampeón de la Copa Codensa y de la Copa Codensa Internacional a nivel de mayores, y en las categoría juvenil y prejuvenil fue campeón en la Liga de Fútbol de Bogotá donde también consiguió un tercer lugar en la categoría infantil. Además, 16 jugadoras del equipo hicieron parte de la Selección Bogotá en varias categorías en los Juegos Nacionales de aquel año. Al finalizar el año, Future Soccer fue tercero en el Torneo Nacional de Clubes de categoría única.

### Inicios del equipo femenino de Independiente Santa Fe

#### Alianza con Future Soccer
La División Mayor del Fútbol Colombiano (Dimayor), anunció a principios del 2016, la creación de la Liga Profesional Femenina de fútbol de Colombia, dando así inicio al fútbol femenino profesional. Con este anuncio, Future Soccer empezó a buscar una alianza con uno de los equipos tradicionales de Bogotá, para participar en la Liga Femenina. Fue así como por medio de un directivo de Santa Fe, se llegó a conversar con César Pastrana, presidente del equipo cardenal, que antes de firmar la alianza, quedó impresionado con la organización de Future Soccer y del buen trabajo que se hacía. Una vez se firmó la alianza entre ambos clubes, se comenzó a trabajar con un único objetivo: el de que el equipo fuera el primer campeón del fútbol femenino, así como lo fue el equipo masculino. Se comenzó trabajando con un grupo de 28 jugadoras, la mayoría de ellas bogotanas, entre las que destacaban Paola Sánchez, Leicy Santos, Natalia Acuña, Nancy Acosta, Allyson Ballesteros, Angie Castañeda y Liana Salazar entre otras jugadoras.

#### Torneo de la Difutbol (2016)
Así pues, con este objetivo en mente, Santa Fe ingresó a participar en el Campeonato Nacional de Clubes Femenino de la División Aficionada del Fútbol Colombiano (Difutbol). En la primera fase, quedaron primeras e invictas. Ya en la segunda fase, quedaron primeras en el grupo, mantuvieron el invicto, y avanzaron de ronda. En la siguiente ronda, quedaron en el cuadrangular junto a grandes equipo como la Escuela Sarmiento Lora del Valle del Cauca, el Club Talento Tolimense del municipio del El Espinal, departamento del Tolima y Verdolagas también de Bogotá. El equipo mantuvo un increíble invicto de 26 partidos y llegó hasta las semifinales, donde perdió por penales frente al Club Molino Viejo del departamento de Antioquia, después de un gran campeonato. Dentro de las jugadoras destacadas, estuvieron las volantes Leicy Santos, Paola Sánchez, Ana Gabriela Huertas, las defensoras Nancy Acosta y Alba Montoya, la arquera Allyson Ballesteros y la goleadora Angie Castañeda. La exitosa actuación del equipo en el campeonato, hizo que las jugadoras Allyson Ballesteros, Mayerly Ramírez, Lizeth Aroca, Viviana Acosta, Angie Castañeda, Angie Pulido, Laura Chávez, Laura Barreto y Laura Arias hayan sido convocadas por la Selección Bogotá con la que jugaron en el Campeonato Nacional Juvenil Femenino de Fútbol 2016. Además, gracias a las grandes actuaciones, Leicy Santos, Stefany Castaño y Liana Salazar fueron llamadas a la Selección Colombia e hicieron parte de la nómina que participó en los Juegos Olímpicos de Río de Janeiro 2016.
El equipo fue presentado oficialmente el 11 de agosto de 2016 en el Estadio Nemesio Camacho El Campín de Bogotá, durante la ceremonia de celebración del título intercontinental que obtuvo el club, la Copa Suruga Bank. Ese día se jugó un partido de exhibición entre el equipo femenino y uno de los equipo juveniles masculinos de Santa Fe. El partido terminó con un marcador de 4-1 a favor de los juveniles. El 20 de octubre del mismo año, en la ciudad de Cartagena, capital del departamento de Bolívar, se presentó oficialmente la Liga Profesional Femenina. Ese día se hizo el sorteo de los grupos, donde Independiente Santa Fe quedó emparejado junto a equipos como La Equidad de Bogotá, Fortaleza de Zipaquirá, Deportivo Pasto, Atlético Huila y Patriotas Boyacá. Sin embargo, se terminó reemplazando al Deportivo Pasto por el Cúcuta Deportivo, ya que este último tuvo que ir a jugar al municipio de Zipaquirá, Cundinamarca.

#### El primer campeón de Colombia (2017)

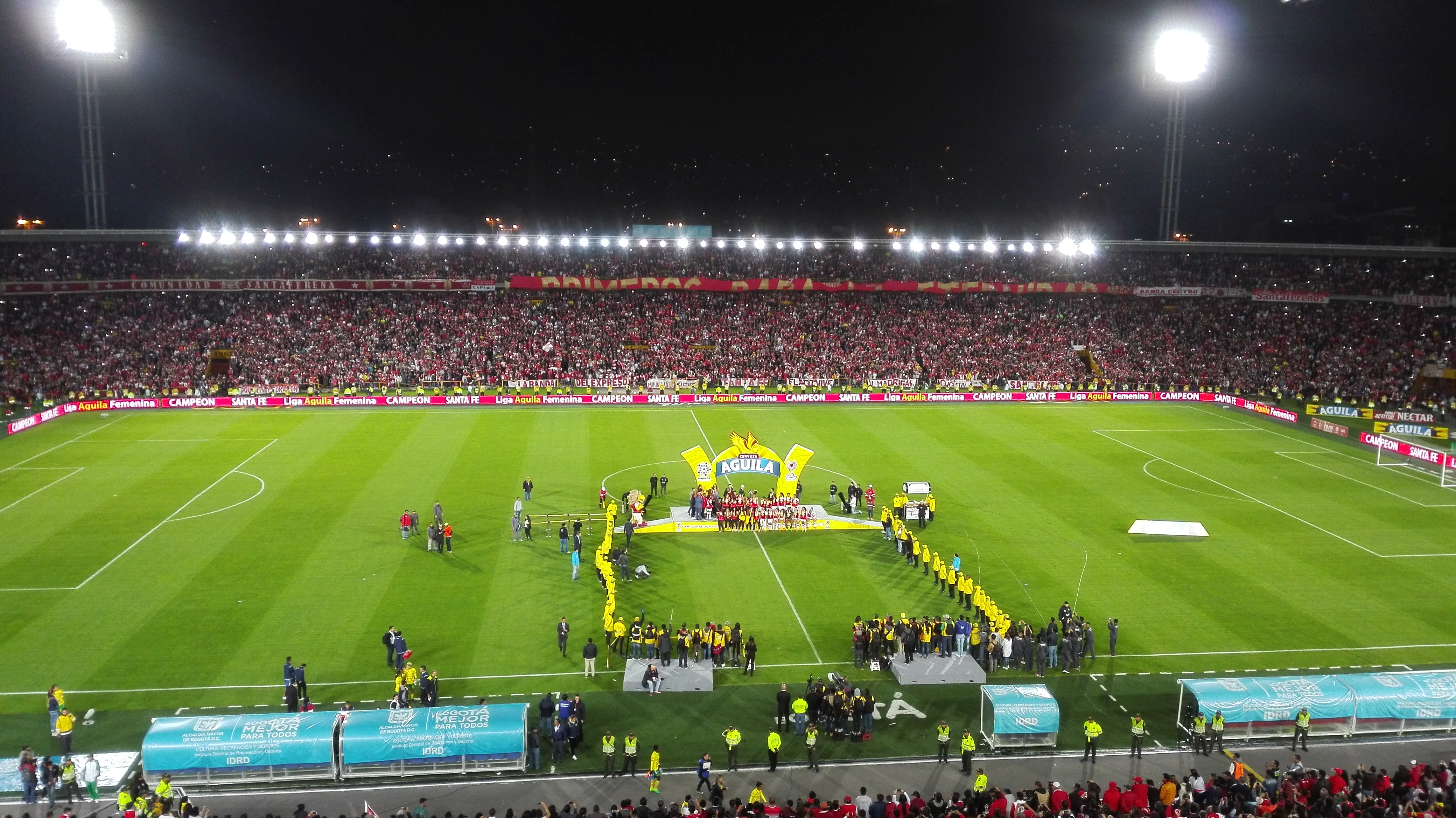
Premiación de Independiente Santa Fe, campeón de la primera Liga Femenina de fútbol en Colombia.

A principios del año 2017, el equipo bogotano contrató a varias jugadoras experimentadas para reforzar al equipo de cara al campeonato. Se contrataron a las costarricenses Melissa Herrera y Carol Sánchez, a las venezolanas Oriana Altuve y María Peraza, a la arquera trinitaria Kimika Forbes, a la defensora uruguaya Stephanie Lacoste y a la delantera colombiana Lady Andrade
El debut de Independiente Santa Fe en la Liga Profesional Femenina fue el 19 de febrero del mismo año en un partido contra La Equidad en el Estadio Nemesio Camacho El Campín, que terminó a 3-0 a favor de las Leonas con goles de Ana Gabriela Huertas y de Oriana Altuve.
En la fase de grupos, el equipo de las Leonas ganó todos sus partidos y terminó primero con un puntaje perfecto, y se destacaron Leicy Santos, Oriana Altuve, Liana Salazar, Melissa Herrera y Kimika Forbes. Sin embargo, el entrenador bogotano Germán Morales, quien ya era parte de Future Soccer desde el año 2015, y dirigió de gran manera al equipo renunció. Entonces, llegó como su reemplazo el exarquero campeón e ídolo, el colombiano Agustín Julio, quién también es el gerente deportivo de la institución.  En los cuartos de final, se enfrentó al América de Cali, al que derrotó 1-2 en la ciudad de Cali con goles de Leicy Santos y Liana Salazar, y con el que empató 1-1 en El Campín de Bogotá. Ese fue el único partido en el que no ganaron. En las semifinales, derrotó al Atlético Bucaramanga 0-1 con gol de Melissa Herrera en condición de visitante y 3-0 de local con goles Nancy Acosta, Leicy Santos y la capitana Liana Salazar; y de esta manera lograron avanzar a la final.
La final del campeonato, se disputó contra el Atlético Huila, que llegaba tras derrotar sorpresivamente al Envigado Fútbol Club en cuartos, y al Cortuluá en semifinales.  El partido de ida de la final, se disputó el lunes 19 de junio en horas de la tarde en el Estadio Guillermo Plazas Alcid de la ciudad de Neiva. El partido empezó con un Huila que llegó al arco cardenal, y que al minuto 29 anotó el primer gol del compromiso, que llegó por medio de la venezolana Karla Torres, luego de un rebote de un tiro de esquina. Sin embargo pasó poco para que el equipo bogotano empatara, ya que al minuto 36, tras una gran jugada de Liana Salazar y de Oriana Altuve, el balón llegó a Leicy Santos, que no tuvo problemas para marcar el gol del empate. Con el resultado empatado fueron al descanso, y en la segunda mitad hubo buen fútbol por parte de ambos equipos, que llegaron varias veces al arco rival. Ya al final del partido, cuándo parecía que todo iba a quedar en tablas, la goleadora venezolana Oriana Altuve ganó un centro de su compañera Chinyelu Asher, y tras una bonita bajada de pecho, anotó el segundo gol para el equipo cardenal, poniendo así el marcador 1-2 a favor de las visitantes; que se llevaron una gran victoria de Neiva.
El día sábado 24 de junio, se disputó la final en el Estadio Nemesio Camacho El Campín de la ciudad de Bogotá, que estaba totalmente lleno, con una asistencia de 33.327 personas, un récord para un partido de fútbol femenino en el mundo.  Con la ventaja de haber ganado en el partido de ida, el equipo cardenal lo tenía todo para ser campeón; aprovechó la localía, ganó 1-0 con gol de Leicy Santos al minuto 71 de juego, que tras un despeje fallido de la defensa venezolana del Huila Alexandra Canaguacán, aprovechó y mandó un zurdazo al arco rival, y consiguió coronarse como el primer campeón de la Liga Profesional Femenina así como cuándo el equipo masculino se coronó como el primer campeón del Fútbol Profesional Colombiano en el año 1948. En aquel partido los equipos alinearon así: 

- Independiente Santa Fe: Kimika Forbes, Chinyelu Asher, María Morales, Carol Sánchez, Viviana Acosta, Liana Salazar, Gabriela Huertas, Melissa Herrera, Leicy Santos (María Peraza en el segundo tiempo), Lady Andrade (Angie Castañeda en el segundo tiempo) y Oriana Altuve. Director Técnico: Agustín Julio

- Atlético Huila:Daniela Solera, Daniela Caracas, Alexandra Canaguacán, Gavy Santos, Jaylis Oliveros, Miley Arévalo (Karime Caicedo), Carolina Pineda, Vanesa Santana, Mercedes Pereyra (Angy Jiménez), Vanesa Franco (Nancy Madrid) y Jennifer Peñaloza. Director Técnico: Douglas Calderón

- Nómina campeona de 2017: Kimika Forbes, Chinyelu Asher, María Edith Morales, Carol Sánchez, Nancy Viviana Acosta, Liana Salazar, Gabriela Huertas, Melissa Herrera, Leicy Santos, Paola Sánchez, Lady Andrade, Oriana Altuve, Angie Castañeda, Lisseth Moreno, María Peraza, Chinyelu Asher, Erin Yenney, Viverly Erazo, Laura Chávez, Laura Barreto, Natalia Acuña, Liseth Aroca, Grace Taylor Arce, Stephanie Lacoste, Mayerly Ramírez, Paula Valencia, Michell Lugo y Allyson Ballesteros. Director Técnico: Germán Morales Forero (hasta su renuncia) y Agustín Julio

El título llegó gracias a una excelente campaña de Santa Fe, en la que demostró su superioridad desde el principio del campeonato, mostrando un juego vistoso, que siempre gustó dentro de la afición. El campeón jugó 16 partidos y quedó invicto: ganó 15 partidos y empató 1 nada más. Tuvo además, un rendimiento del 96 por ciento de efectividad, un registro muy difícil de superar. Las jugadoras más destacadas de las Leonas, fueron las colombianas 
Leicy Santos, la máxima figura no solo del equipo sino del campeonato, y la capitana Liana Salazar, además de la gran arquera trinitaria Kimika Forbes, quién fue una auténtica muralla, de la habilidosa volante costarricense Melissa Herrera, y la goleadora venezolana Oriana Altuve. Luego de una gran campaña y la obtención del campeonato de la Liga Profesional Femenina, el Independiente Santa Fe es el único equipo que ha sido el primer campeón del Fútbol Profesional Colombiano tanto en la rama masculina como en la rama femenina.

#### Segundo título de liga (2020) y segunda participación Copa Libertadores
La Liga Profesional Femenina 2020 se disputó desde el mes de octubre debido a la pandemia de la Covid-19. Independiente Santa Fe debutó en este torneo el 21 de octubre en el clásico bogotano frente a Millonarios con una victoria 3-2. Las leonas terminaron primeras en el grupo ganando todos su partidos, 24 pts de 24 posibles. En los cuartos de final se cruzó con el Junior de Barranquilla Femenino, ganando el partido de ida jugado en Barranquilla 3-1 con goles de Romero, Viso y Gauto. en el partido de vuelta en la ciudad de Bogotá las leonas cayeron 3-2 (Gauto y Ramos las anotadoras), clasificando a semifinales con un global de 5-4. En la siguiente instancia las cardenales se enfrentaron a Independiente Medellín Formas Íntimas iniciando la serie en Medellín ganando 2-0 con goles de Celis y Viso, en el partido de vuelta jugando como local los dos equipos sellaron un empate a un tanto con gol de Rangel y con esto consiguiendo la clasificación a la final de la liga 2020. 
El primer encuentro de la Final de la Liga Profesional Femenina 2020 se disputó el 10 de diciembre en la ciudad de Cali enfrentando al América de Cali Femenino con un resultado 2-1 a favor de las leonas con goles de Chacon y Viso. El 13 de diciembre se jugó el partido definitivo en Bogotá, con goles de Gauto y Rangel Independiente Santa Fe ganó el partido 2 a 0 y la serie 4-1, quedando campeón de la liga femenina 2020 y obteniendo la clasificación a la Copa Libertadores Femenina 2020.
La Copa Libertadores Femenina 2020 se disputó en Argentina en el mes de marzo de 2021, Santa Fe compartió el grupo C junto a River Plate, Sol de América y Atlético SC. en la primera fecha derroto al equipo venezolano Atlético SC 4 por 0. en su segunda salida las leonas cayeron 1-0 frente a las argentinas. finalizaron la fase de grupos con una victoria 1-0 frente al conjunto paraguayo Sol de América. Sumando un total de 6 pts y ocupando el segundo lugar asegurando la clasificación a cuartos de final. En esta fase Santa Fe enfrentó a Universidad de Chile con un resultado final 3-1 en contra quedando eliminado del torneo, pero consiguiendo su mejor participación llegando a cuartos de final de la Copa Libertadores femenina.

## Datos del club
- Temporadas en 1ª: 8 (2017-2024)
- Primer partido oficial:
  - Equidad 0-3 Santa Fe, 19 de febrero de 2017
- Mayor goleada en un partido de primera división:
  - Santa Fe 10-0 Bogotá F.C., 17 de febrero de 2018
- Mayor goleada en un partido oficial internacional:
  - Santa Fe 9-2 Deportivo Ita, (Bolivia), 12 de octubre de 2017 (Récord en la Copa Libertadores Femenina).
- Mayor cantidad de goles recibidos en un partido de primera división:
  - Santa Fe 0-4 Atlético Nacional, 21 de febrero de 2024
- Mayor cantidad de minutos sin recibir gol en primera división:
  - 482 minutos en 2017 (Récord de Liga Águila Femenina de Kimika Forbes) (Fecha 1: febrero 19 - abril 2)
- Mayor cantidad de partidos consecutivos ganados:
  - 19 partidos en 2023 (Récord de la Liga Femenina) (Fecha 3: marzo 01 - final: junio 25)
  - 11 partidos en 2017 (Fecha 1: febrero 19 - Cuartos de final: mayo 19)
- Mayor cantidad de tiempo sin perder como local:
  - 19 de febrero de 2017 - 20 de mayo de 2018.

- Goles:
  - 1° Ana Gabriela Huertas (0-1). Equidad 0-3 Santa Fe, 19 de febrero de 2017
  - 25° Angie Castañeda (0-2). Fortaleza 0-2 Santa Fe, 16 de abril de 2017
- Datos generales:
  - Primer penalti convertido en la Liga Femenina: Oriana Altuve (0-2). Equidad 0-3 Santa Fe, 19 de febrero de 2017
  - Primer tripleta convertida en la Liga Femenina: Leicy Santos. Santa Fe 6-0 Atlético Huila, 26 de febrero de 2017
  - Gol 150 de la Liga Femenina: Melissa Herrera (1-0). Santa Fe 5-2 Equidad, 2 de abril de 2017

## Jugadoras

### Altas y bajas 2024
Jugadoras que entraron y salieron del Independiente Santa Fe Femenino en la pretemporada 2024.
| Altas              | Altas         | Altas                    | Altas |
| Jugadora           | Posición      | Procedencia              | Tipo  |
| ------------------ | ------------- | ------------------------ | ----- |
| Wendy Martínez     | Portera       | La Equidad               |       |
| Lizeth Aroca       | Defensa       | Millonarios              |       |
| Cristina Motta     | Defensa       | Boyacá Chicó             |       |
| Laura Avila        | Defensa       | Real Santander           |       |
| Sophia Posada      | Defensa       | Divisiones menores       |       |
| Sara Bohórquez     | Defensa       | Divisiones menores       |       |
| Nicol Posada       | Mediocampista | Velez Fortín             |       |
| Karen Hernandez    | Mediocampista | Boyacá Chicó             |       |
| Katherine Valbuena | Mediocampista | Deportivo Pereira        |       |
| María Morales      | Mediocampista | Deportivo Cali           |       |
| Tahicelis Marcano  | Mediocampista | Junior                   |       |
| María Herazo       | Mediocampista | Divisiones menores       |       |
| Isabella Díaz      | Mediocampista | Divisiones menores       |       |
| Cinthia Zarabia    | Delantera     | Deportivo Lara           |       |
| Nelly Córdoba      | Delantera     | KDZ Ereğli Belediye Spor |       |
| Gloria Villamayor  | Delantera     | Libertad Limpeño         |       |
| Camila Cortés      | Delantera     | Divisiones menores       |       |
| Mariana Silva      | Delantera     | Divisiones menores       |       |

| Bajas                | Bajas         | Bajas                  | Bajas |
| Jugadora             | Posición      | Destino                | Tipo  |
| -------------------- | ------------- | ---------------------- | ----- |
| Valentina González   | Portera       | La Equidad             |       |
| Luna Fernández       | Portera       | Millonarios            |       |
| Jhenefer sa          | Defensa       | Riga FC                |       |
| Nubiluz Rangel       | Defensa       | Independiente Medellín |       |
| Kelly Ibarguen       | Defensa       | Deportivo Cali         |       |
| Sofia García         | Defensa       | Santos Laguna          |       |
| Vanessa Gómez        | Defensa       | Bandera de ?           |       |
| Viviana Acosta       | Defensa       | Real Brasília          |       |
| Carolina Arias       | Defensa       | América de Cali        |       |
| Danna Gaviria        | Mediocampista | Deportivo Cali         |       |
| Paola García         | Mediocampista | Deportivo Cali         |       |
| Gabriela Huertas     | Mediocampista | Real Brasília          |       |
| Daniela Garavito     | Mediocampista | Millonarios            |       |
| Wendy Cárdenas       | Mediocampista | Atlético Nacional      |       |
| Liana Salazar        | Mediocampista | Millonarios            |       |
| Melanin Aponza       | Mediocampista | Deportivo Cali         |       |
| Diana Celis          | Delantera     | Millonarios            |       |
| Enyerliannys Higuera | Delantera     | Ataşehir Belediyespor  |       |
| Paula Quiroga        | Delantera     | Bandera de ?           |       |
| Génesis Flórez       | Delantera     | Bandera de ?           |       |

### Listado de todos los tiempos
A continuación se muestran las futbolistas del Independiente Santa Fe desde la Época Amateur (2016), hasta la actualidad.
- Nota: En negrita jugadoras actualmente bajo disciplina del club.
- Nota: Organizar en orden de llegada a la institución.
- Nota: Actualización en progreso hasta el 2025...

| Nacionalidad                                    | Posición | #  | Jugador(as) |
| ----------------------------------------------- | -------- | -- | --- |
| Colombia (66)                                   |          | 9  | Stefany Castaño, Allyson Ballesteros, Paula Valencia, Michell Lugo, Vanessa Córdoba, Gabriela Tovar Angulo, Karen Murillo, Paola Rincón y Wendy Martínez |
| Colombia (66)                                   |          | 16 | Angie Pulido, Laura García, Alba Montoya, Nataly Wilches, Lizeth Aroca, Mayerly Ramírez, Nancy Acosta, Viverly Erazo, María Morales, Gavy Santos, Jessica Romero Velez, Diana Vélez, Leivis Ramos, Andrea Peralta, Luiza Montaño y Karen Caicedo |
| Colombia (66)                                   |          | 25 | Daniela Cardona, Laura Castaño, Maira Moreno, Laura Arias, Alejandra Hernández, Laura Chávez, Natalia Acuña, Lisseth Moreno, Paola Sánchez, Liana Salazar, Ana Gabriela Huertas, Leicy Santos, Carolina Pineda, Paula Vanessa Gómez, Camila Andrea Russi, Delly Lucero Robayo, Sara Daniela Pulecio, Angie Rodríguez, Maria Alejandra Martinez, Maria Manuela Acosta, Jessica Peña, Sindy Constante, Alejandra Leal, Nancy Madrid y Wendy Cárdenas |
| Colombia (66)                                   |          | 16 | Sandra González, Valentina Cardozo, Laura Barreto, Angie Castañeda, Grace Taylor, Lady Andrade, Catalina Usme, María Fernanda González, Diana Celis, Paula Valeria Quintero, Angie Natalia Torres Díaz, Nelly Córdoba, Ivonne Chacón, Laura Casamachín y Kena Romero |
| Venezuela (10)                                  |          | 3  | María Peraza, Jaylis Oliveros y Nubiluz Rangel |
| Venezuela (10)                                  |          | 1  | Tahicelis Marcano |
| Venezuela (10)                                  |          | 6  | Oriana Altuve, Natasha Sofia Rosas Lopez, Ysaura Viso, Génesis Flórez, Enyerliannys Higuera, Cinthia Zarabia |
| Costa Rica (4)                                  |          | 2  | Dinnia Díaz y Daniela Solera |
| Costa Rica (4)                                  |          | 1  | Carol Sánchez |
| Costa Rica (4)                                  |          | 1  | Melissa Herrera |
| Chile (1)                                       |          | 1  | Carla Guerrero |
| Estados Unidos (1)                              |          | 1  | Erin Yenney |
| Jamaica (1)                                     |          | 1  | Chinyelu Asher |
| Trinidad y Tobago (1)                           |          | 1  | Kimika Forbes |
| Uruguay (1)                                     |          | 1  | Stephanie Lacoste |
| Brasil (2)                                      |          | 2  | Giovinna Dos Santos Nascimineto, Jhenefer de Sá Silva |
| España (1)                                      |          | 1  | Blanca Rubio Landart |
| Paraguay (3)                                    |          | 2  | Fany Gauto, Gloria Villamayor |
| Paraguay (3)                                    |          | 1  | Amada María Peralta Cabrera |
| Datos actualizados el 28 de septiembre de 2020. |          |    | |

## Entrenadores

### Dirección técnica actual
| Dirección técnica actual | Dirección técnica actual | Dirección técnica actual | Dirección técnica actual   |
| ------------------------ | ------------------------ | ------------------------ | -------------------------- |
| Entrenador               | Omar Ramírez             | Presidente               | Luis Eduardo Mendez Bustos |
| Preparador físico        | Wilkin Javier Buitrago   | Gerente Deportivo        | Carolina Gómez             |
| Preparador arqueras      | Jhon Felipe Prada        | Mánager                  | John Carlos Ramírez        |
| Fisioterapeuta           | Yeison Moreno            | Médico                   | Juan Pablo Martínez        |

### Listado de todos los tiempos
| Nombre             | Nacionalidad         | Desde | Hasta      |
| ------------------ | -------------------- | ----- | ---------- |
| Germán Morales     | Bandera de Colombia  | 2016  | 2017       |
| Agustín Julio      | Bandera de Colombia  | 2017  | 2017       |
| Víctor Rozo        | Bandera de Colombia  | 2018  | 2018       |
| Juan Carlos Sarria | Bandera de Colombia  | 2019  | 2019       |
| Albeiro Erazo      | Bandera de Colombia  | 2020  | 2022       |
| Omar Ramírez       | Bandera de Venezuela | 2022  | Actualidad |

## Palmarés

### Torneos nacionales oficiales (3)
| Competición Nacional            | Títulos          | Subtítulos |
| ------------------------------- | ---------------- | ---------- |
| Liga Profesional Femenina (3/2) | 2017, 2020, 2023 | 2021, 2024 |

### Torneos internacionales oficiales
| Competición Internacional                   | Títulos | Subtítulos |
| ------------------------------------------- | ------- | ---------- |
| Copa Libertadores de América Femenina (0/2) |         | 2021, 2024 |